# ウッチャンナンチャンのラジオな奴ら
ウッチャンナンチャンのラジオな奴ら（ウッチャンナンチャンのラジオなやつら）はニッポン放送のラジオ番組。1991年3月から1992年7月まで放送。
各局で月曜日から金曜日まで（一部の局では木曜日まで）の帯番組として放送していた。
ダイハツの一社提供による番組で、ダイハツ枠としての前番組は『TOSHIのXハラスメント』。後番組は『デーモン・オーケンのラジオ巌流島』。

## 概要
ウッチャンナンチャンは当時、『ウッチャンナンチャンのオールナイトニッポン』のパーソナリティを務めていたので、ニッポン放送でレギュラー番組を当番組と二本 掛け持ちしていた。オールナイトニッポンと違い、フリートークのパートは殆ど無く、フォーマット（構成）に沿う様な形で番組を進行した。
番組の主な流れはウンナンへの質問状を内村光良が読み、南原清隆が一言で答えた後にタイトルコール。その後はCMに入り、コーナーへ、というものだった。
各コーナーでネタ ハガキの中から『ウンナン賞』が選ばれ、その賞品は中国・雲南省（うんなんしょう）のウーロン茶の葉などだった。
金曜日放送分はニッポン放送は『伊集院光のOh!デカナイト フライデースペシャル』が箱番組を内包しなかったので、各ネット局へ裏送りという形で放送した。番組後期は金曜日のエンディングで、オープニングの悩みコーナーとエンディングの明日への提言コーナーで面白かったネタの中から『悩み大賞』『明日への提言大賞』を発表した。
笑い屋として、女性お笑いコンビ「王様とろばの耳」が出演した。

## コーナー
- 悩みコーナー（オープニング）
- アンアンアンケート （月曜日）
リスナーが考えたアンケートに「90人」「9人」「1人」といった順で三段オチを付けるコーナー。
- ショックショックショック（月曜日）
- パクってポン!（月曜日）
- CD大作戦 （火曜日）
『欽ドン!』の“レコード大作戦”のパロディコーナー。
- ウンナンの大予言 （水曜日）
- こんなもの言えない（水曜日）
- ダザイ （木曜日）
投稿を読む際のBGMは『七人の刑事』メインテーマ。
- 王様とろばの耳のネタ（金曜日）
- 明日への提言（エンディング）
アニメ『未来警察ウラシマン』のオープニング曲をアレンジしたインストゥルメンタル（サウンドトラック）に合わせ、リスナーが考えた提言を伝えた後、提供アナウンスが流れ番組終了となる。
ほか

## 放送していた局と放送時間
- ニッポン放送◎▼★ 22:30 - 22:40 （『伊集院光のOh!デカナイト』内の箱番組）
- STVラジオ◎★ 24:50 - 25:00
- 青森放送◎▼ 22:50 - 23:00
- 秋田放送 23:40 - 23:50 （1991年10月 - 1992年3月）
- 山形放送◎ 22:50 - 23:00
- 東北放送 23:35 - 23:45 （1991年3月 - 9月） → 24:00 - 24:10 （1991年10月 - 1992年6月）
- 新潟放送◎ 24:20 - 24:30
- 北日本放送 23:00 - 23:10（1991年3月 - 9月） → 23:30 - 23:40 （1991年10月 - 1992年3月）
- 静岡放送▼ 23:45 - 23:55 （1991年3月 - 9月）
- 中部日本放送◎★ 22:34 - 22:44（『CREATIVE COMPANY 冨田和音株式会社』（月曜 - 木曜）『ラジオでフライデイト 夜はこれから!』『未来派ラジオ 電波デリック』（金曜）内の箱番組）
- 朝日放送◎★ 22:45 - 22:55 （『ABCラジオパラダイス』 → 『ABCミュージックパラダイス』内の箱番組）
- 山陰放送 23:20 - 23:30 （1991年10月 - 1992年6月）
- 中国放送 24:00 - 24:10 （1992年4月 - 6月）
- 西日本放送◎ 24:15 - 24:25
- 南海放送 23:25 - 24:35 （1991年10月 - 1992年6月）
- 高知放送 23:30 - 23:40 （1991年3月 - 9月）
- 九州朝日放送◎★ 22:50 - 23:00（『ナイトスロープ3P』内の箱番組）
- 大分放送 23:20 - 23:30 （1992年4月 - 6月）
- 長崎放送 22:45 - 22:55 （1991年3月 - 9月） →  22:40 - 22:50 （1991年10月 - 1992年6月）
- 宮崎放送 23:10 - 23:20 （1991年10月 - 1992年6月）

◎ - 1991年3月 - 1992年7月の全期間放送、放送時間の変動の無かった局　▼ - 月曜日から木曜日までの放送だった局 ★ - ダイハツ工業提供のスポンサード ネット
| ニッポン放送 月曜 - 木曜22時半頃の番組 | ニッポン放送 月曜 - 木曜22時半頃の番組 | ニッポン放送 月曜 - 木曜22時半頃の番組 |
| 前番組                                 | 番組名                                 | 次番組                                 |
| -------------------------------------- | -------------------------------------- | -------------------------------------- |
| TOSHIのXハラスメント                   | ウッチャンナンチャンのラジオな奴ら     | デーモン・オーケンのラジオ巌流島       |